# Pulsmarkierung

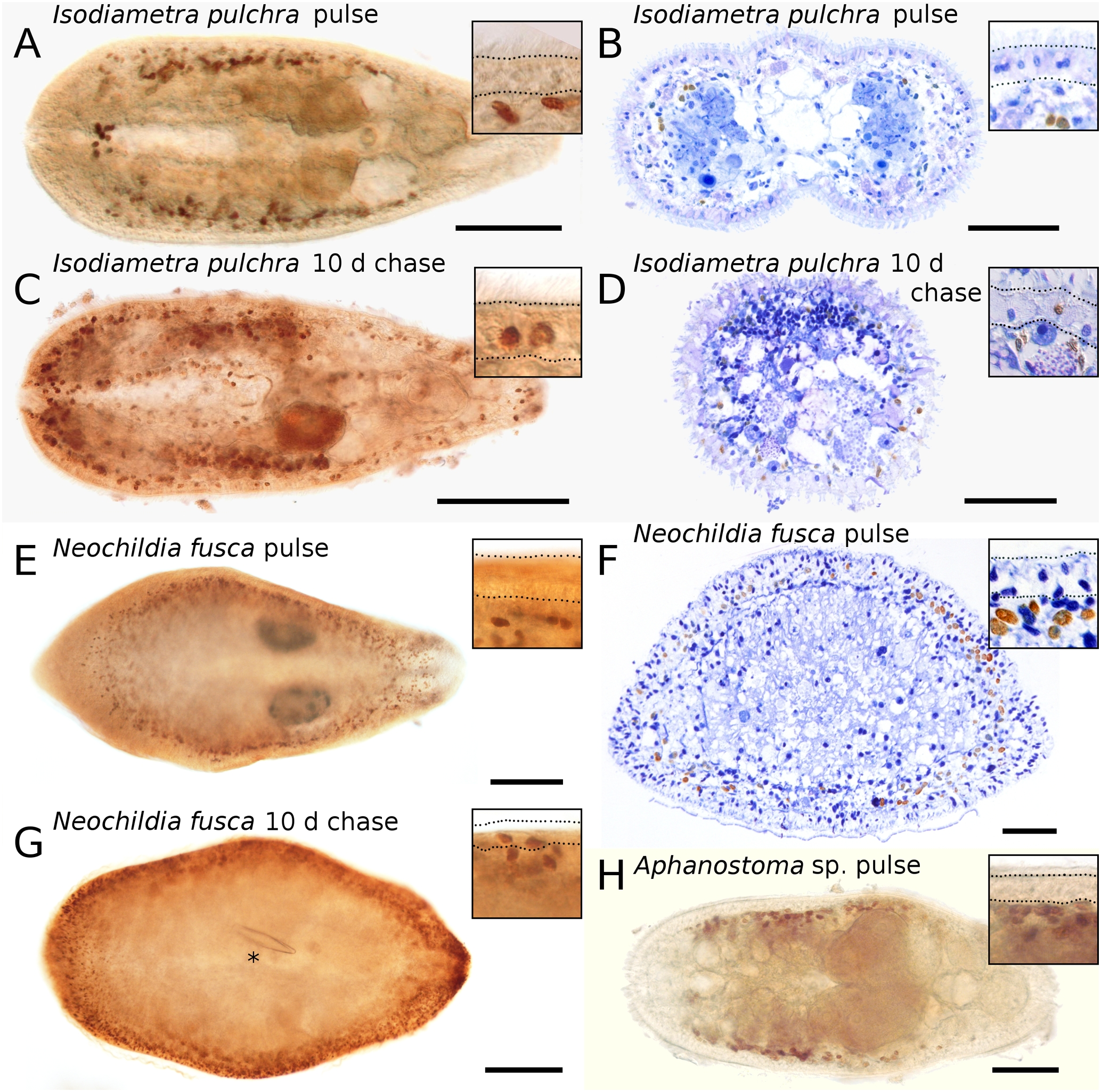
Pulsmarkierung für 30 min. mit Beobachtung nach zehn Tagen

Die Pulsmarkierung (englisch pulse labelling, pulse-chase-analysis) ist eine biochemische Methode zur Markierung und Verfolgung von Biomolekülen. Sie ist eine Form der metabolischen Markierung.

## Eigenschaften
Die Pulsmarkierung wird zur Bestimmung eines zeitlichen Verlaufs eines Moleküls in einer komplexen Mischung verwendet, z. B. in einem Organismus, einer Zelle, einem Lysat oder einer definierten Mischung von Enzymen. Die Markierung, meistens eine Isotopenmarkierung, erfolgt durch eine zeitlich begrenzte Zugabe (meist wenige Minuten) des Signalmoleküls (der Puls). Anschließend werden die Bedingungen vor der Markierung (engl. chase ‚Nachverfolgung‘) wiederhergestellt, z. B. durch Austausch des zur Markierung verwendeten Kulturmediums durch ein Kulturmedium mit den gleichen, aber unmarkierten Bestandteilen. Für den Zeitverlauf werden in bestimmten zeitlichen Abständen Proben entnommen. Dabei kann der Stoffwechsel der markierten Moleküle oder die Biosynthese von nur nach dem Zeitpunkt der Zugabe erzeugten Molekülen beobachtet werden. Das verfolgte Molekül kann z. B. ein Metabolit, ein Protein, eine Nukleinsäure oder ein Kohlenhydrat sein.

## Anwendungen
Durch die Pulsmarkierung konnten verschiedene biochemische Vorgänge weiter aufgeklärt werden, z. B. die Translation, die Proteinkinase C, das Proteasom, und der Zusammenbau des Bakteriophagen T4. Durch die Pulsmarkierung konnte George Palade die Sekretion durch das raue endoplasmatische Retikulum und den Golgi-Apparat aufklären, wofür er 1974 den Nobelpreis für Physiologie oder Medizin erhielt („für ihre Entdeckungen zur strukturellen und funktionellen Organisation der Zelle“).